# Edelweiss (пиво)
Edelweiss Weissbier (нем.) (также встречается Edelweiß Weißbier) — марка пшеничного пива, выпускаемая австрийской компанией Brau Union Österreich AG из города Линц.
Оригинальный бренд пшеничного неароматизированного пива был создан в 1986 году австрийской пивоварней Hofbräu Kaltenhausen, позже под этой маркой также стали выпускаться и другие типы пива (тёмное пшеничное, из озимой пшеницы). После закрытия пивоварни Kaltenhausen в 2010 году производство перешло к группе Brau Union, с 2003 входящей в состав Heineken.
В маркетинге также упоминается 1646 год в качестве даты создания, вероятно из-за упоминаний о производстве пшеничного пива на пивоварне в то время.
Пиво названо в честь альпийского цветка эдельвейса и символизирует его чистоту и неповторимый вкус.
В России пиво производится по лицензии филиалом Heineken — «Объединённые пивоварни Хейнекен».

## Состав
Состав:
- Пшеничный солод
- Ячменный солод
- Хмель
- Вода
- Дрожжи верхнего брожения

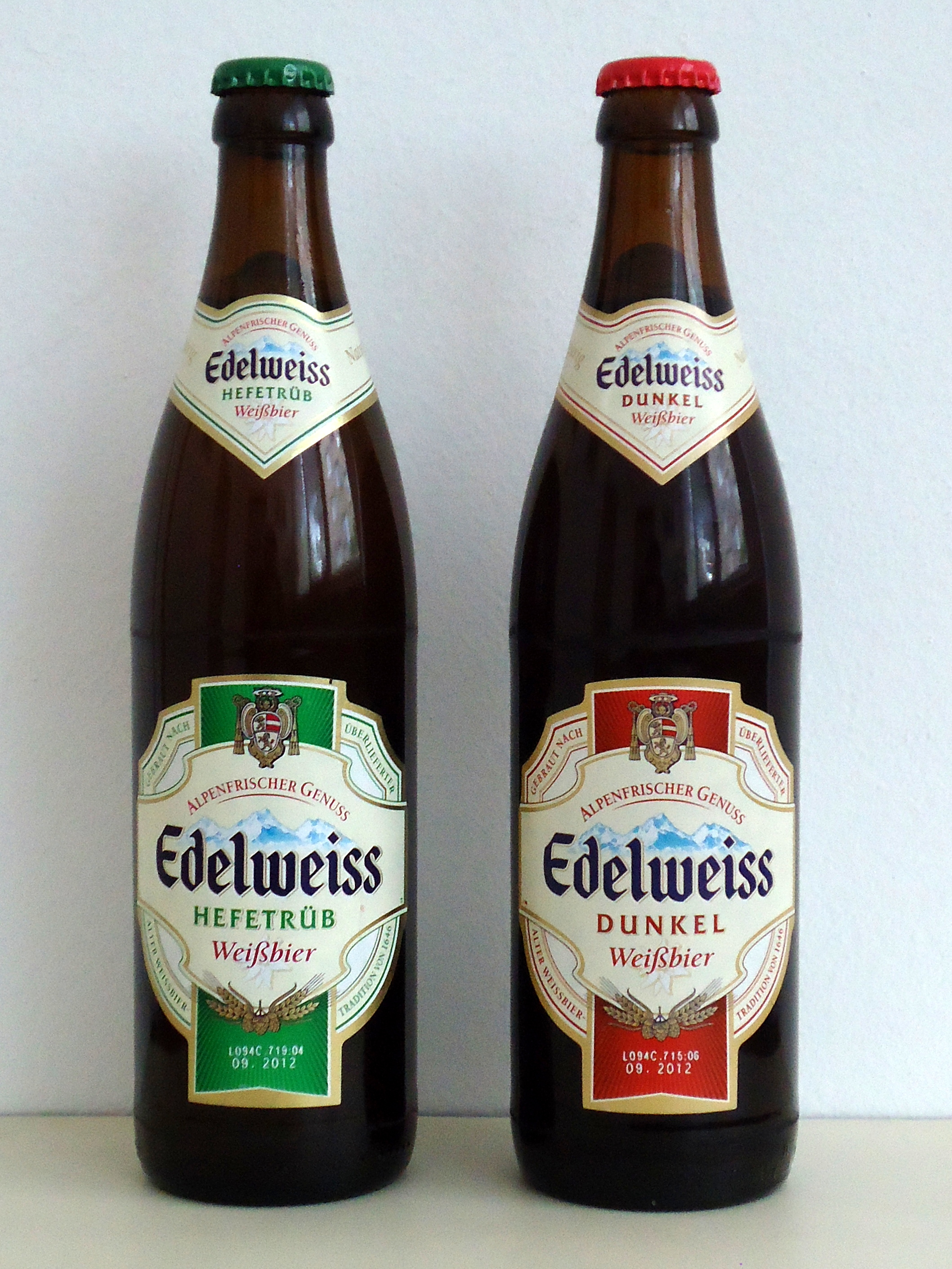

Экстрактивность начального сусла: 12,3 %.
Алкоголь: не менее 5,2 %

## Ассортимент
Edelweiss выпускается в пяти вариантах:
- Edelweiss Hofbräu — светлое нефильтрованное белое пиво с содержанием алкоголя 4,5 %. Награды: DLG Gold — 2008, 2010 и 2011 г., European Beer Star — бронзовая медаль в 2009 г. и серебряная в 2010 и 2011 гг.
- Edelweiss Hefetrüb — светлое нефильтрованное белое пиво с содержанием алкоголя 5,3 %. Награды: DLG Gold — 2008, 2009, 2010 и 2011 г.
- Edelweiss Dunkel — тёмное нефильтрованное белое пиво с содержанием алкоголя 5,3 %.
- Edelweiss Alkoholfrei — светлое нефильтрованное безалкогольное белое пиво.
- Edelweiss Gamsbock — светлый вайценбок-бир с содержанием алкоголя 7,1 %. Награды: DLG Gold — 2010 и 2011 г., European Beer Star — бронзовая медаль в 2010 г.